# 市镇 (葡萄牙)
根据1976年葡萄牙宪法定义，市镇（葡萄牙語：或）是葡萄牙的二级行政区划。市镇下分为堂区（freguesia），巴塞卢什拥有61个堂区，为拥有堂区最多的市镇；科爾武鎮没有堂区。